# Cichostów
Cichostów [pronunciación en polaco: /t͡ɕiˈxɔstuf/] es un pueblo en el distrito administrativo de Gmina Milanów, dentro del Distrito de Parczew, Voivodato de Lublin, en Polonia oriental. Se encuentra aproximadamente 7 kilómetros al noroeste de Parczew y 52 kilómetros al norte de la capital regional, Lublin.